# Давета, Ваисеа
Ваисеа Давета Наилаго (фидж. Waisea Daveta Nailago, родился 28 марта 1989 года) — фиджийский регбист, игравший на позиции пропа.

## Биография
Регбист-любитель, выступал за любительские команды «Сува» и «Гау». В сборной Фиджи с 2011 по 2012 годы отыграл 9 матчей на позиции столба. Участник Кубка мира 2011 года, провёл матчи против Намибии, ЮАР и Уэльса. Неоднократно вызывался во вторую сборную Фиджи, известную как «Фиджи Уорриорз» (англ. Fiji Warriors).